# Новолакське
Новолакське (чеч. Бони-Эвла, рос. Новолакское) — село, адміністративний центр Новолакського району, Дагестан.
Центр і єдиний населений пункт Новолакського сільського поселення.

## Географія
Село розташоване за 16 км на південь-захід від Хасавюрта, на лівому березі річки Ярик-су, навпроти села Чапаєве.

## Історія
Ауховський аул Банайаул за переписом 1926 року мав населення 1416 жителів. Під час депортації чеченців та інгушів 23 лютого 1944 року населення аулу було депортовано, а на місце колишніх жителів були переселені лакці з сіл Турчи, Буртни, Варай, Курхі, Урі, Кегарчі, Халакі, Камаша, Гуймі, Хути, Курхі, Шахува, Багікла, Кума, Кунди, Мукар Лакського району. В даний час існує проект переселення лакців з Новолакського району на північ Махачкали і відновлення Ауховського району.
5 вересня 1999 року село було захоплено бойовиками загонів Басаєва і Хаттаба. Через 9 днів — 14 вересня 1999 року, після важких і кровопролитних боїв, у ході яких село майже повністю було зруйновано, федеральним силам вдалося вибити їх з села.